# ニコ・ベリック
ニコ・ベリック(Niko Bellic)は、ロックスター・ゲームスが2008年に発売したクライムアクションゲーム『グランド・セフト・オートIV』に登場する架空の人物であり、同作品の主人公。声優およびモーションアクターはマイケル・ホリックが担当した。

## 国籍
設定上の出生地はユーゴスラビア社会主義連邦共和国（現セルビア）とされているが、その詳細がゲーム内で明かされることはない。エグゼクティブプロデューサーのダン・ハウザーはこの問題について「ニコは崩壊した東欧のグレーの部分の出身である」とのみ言及し、国籍は意図的に曖昧なままにされているか、プレイヤーの解釈に委ねられていることを示唆している。

## 経歴
1978年、ユーゴスラビア社会主義連邦共和国（現セルビア）に生まれる。上に兄がいたが、ボスニア・ヘルツェゴビナ紛争で戦死している。12歳までは電力の無い生活を強いられていたという。少年期は兄ともどもアルコール依存症である父親から罵倒される日々を送っていたが、反して母親のミリカは母性愛に溢れており、息子達がそのような苦難を耐えるのを余儀なくされていることを悔いていた。
やがて成長すると従軍し、歩兵、戦車兵、ヘリコプターのパイロットなどとして幾多の戦争に参加した。その最中に数々の残虐行為を目にしたことがトラウマとなり、作中におけるニコの皮肉めいた人物像につながっている。そのような中、ユーゴスラビア紛争で従軍中に所属していた部隊が敵の待ち伏せを受け壊滅。かろうじて襲撃を逃れたニコは、自分以外に2人の仲間が生き残っていたことを知り、そのどちらかが金のために部隊を裏切ったと考え、報復を誓って2人の痕跡を辿るようになる。
戦後は自身のような退役軍人に来る仕事はほとんどなかったため、裏世界の汚れた仕事で生計を立てることを余儀なくされた。この頃よりリバティーシティにいる従兄弟のローマンからメールや手紙が届くようになり、「アメリカン・ドリームを実現させた」と豪語するローマンにニコは興味を持つようになる。
そんな折、一時期刑務所に服役したことをきっかけとして、ロシアンマフィアのレイ・ブルガーリンが行っていた密入国の斡旋の仕事に加担することになる。仕事をこなしていく中で、生き残りの一人であるフロリアン・クラヴィッチがリバティーシティにいることを突き止めるが、同時期にイタリアへの密航の仕事を終えてアドリア海を戻る途中、乗っていた船が沈没してしまう。ニコ自身はなんとか生還したものの、船とともに多額の現金を失った責任を誰かに負わせなければいけないと考えたブルガーリンに濡れ衣を着せられてしまう。
ブルガーリンから逃げざるを得なくなったニコは、フロリアンを捜し出し、また大成功を収めたという従兄弟のローマンに会いに行くべく、リバティーシティ行きの貨物船「プラティパス号」（Platypus、カモノハシの意）に船員として乗り込み、故郷を離れる。

## 性格
ドライで皮肉なユーモアセンスがあり、しばしば辛辣な発言をする。また、目的のためには殺人をとことん実行するなど、手段を選ばない冷酷な性格の持ち主である。
一方で、仲間や家族を大切にする思いやりのある性格の持ち主でもあり、仲間を傷つけた者に対しては並々ではない怒りを露わにする。東欧出身のため、依頼人などから「移民男」「田舎者」と馬鹿にされることもあるが、無茶な要求でも文句を言いながらも淡々と任務をこなすため、信頼を得るようになる。
社交性も皆無ではなく、似たような境遇を持つドウェインと友好関係を築いたり、泥棒仲間のパッキーとはお互いに陰口を言い合うなど、友好的に接している。好意的な人柄ではないが、ローマンのアメリカン・ドリームを掴んだという情報を鵜呑みにしたりするなど、少し騙されやすい一面もある。
薬物取引に頻繁にかかわっていたにもかかわらずドラッグを嫌悪しており、リトル・ジェイコブにマリファナを勧められても頑なに拒否している。
退役軍人ということもあり身体能力は非常に高く、ヘリコプターなどの操縦も難なくこなす。

### キャスティング
ニコは、ロシアの俳優ウラジミール・マシコフ、特に2001年の映画『エネミー・ライン』で彼が演じた追跡者ことサシャ・イヴァニッチがモデルとなっている。マシコフもニコ役を打診されたものの辞退しており、最終的にはニコのモーションアクターの一人であるマイケル・ホリック(Michael Hollick)が声を当てることとなった。

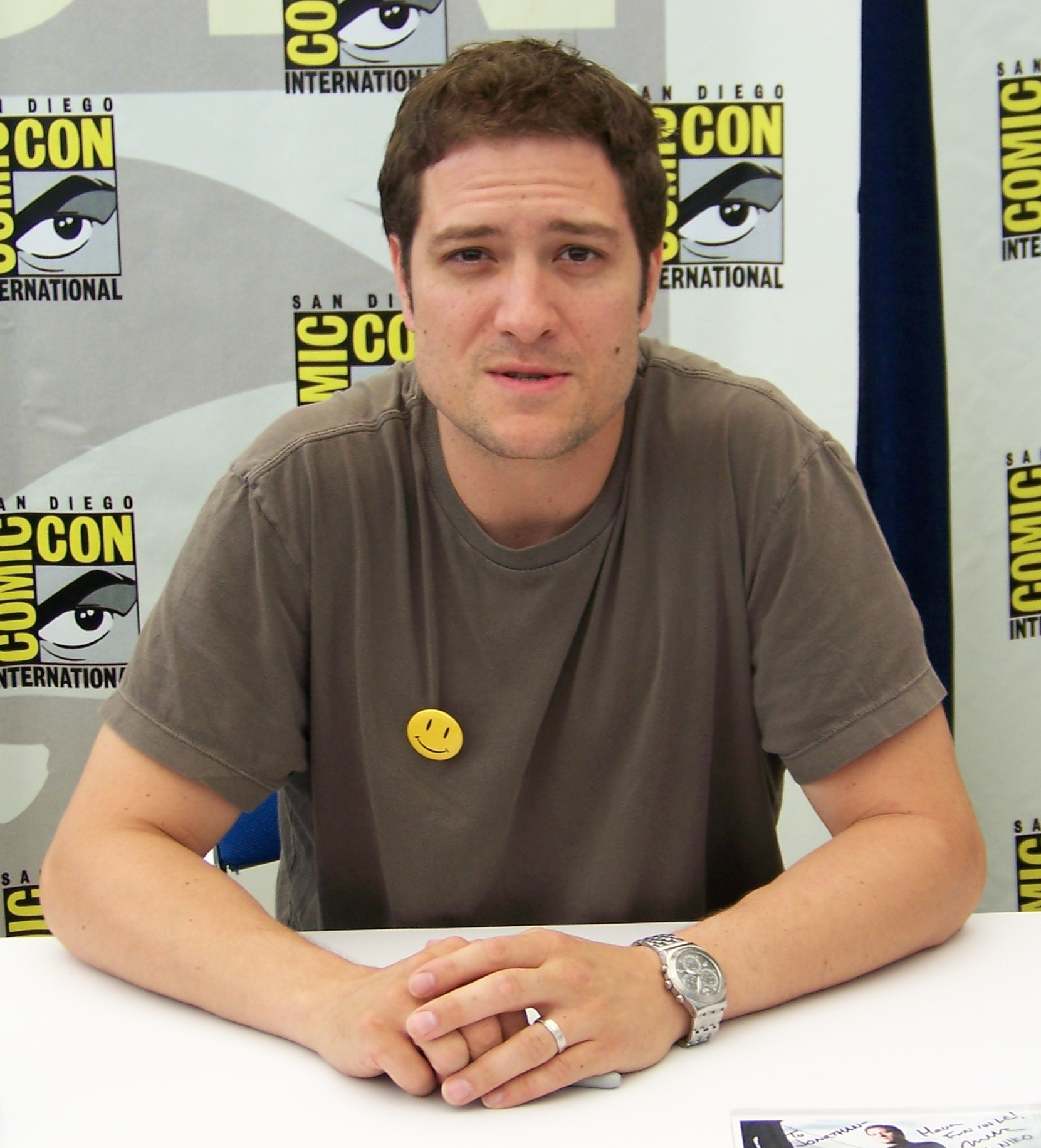
ニコ・ベリック役のマイケル・ホリック。Spike TVアワードの「Best Performance by a Human Male」を受賞した。

収録は2006年から2007年までの約15ヶ月間をかけておこなわれ、ホリックには約10万ドルの報酬が支払われた。一日あたり約1050ドルの報酬を得ており、俳優用の標準的な映画俳優組合の交渉割合より約50%高いが、彼は「映画やTV番組での演技から得る収入のほんの一部に過ぎない」と主張している。その上で「ゲームの売上から再使用料を得られないことに当惑した」とし、そのような協定を保証しない組合を非難した。ホリックはニューヨーク・タイムズに対し、カーネギーメロン大学の演劇生の時に方言の才能を培ったと語った。

## 他作品への登場
『GTA:IV』の拡張パックである『ザ・ロスト・アンド・ダムド』では、NPCとして登場している。
同じく拡張パックの『ザ・バラッド・オブ・ゲイ・トニー』にも登場し、こちらはミッションでの登場がある。
『GTAV』では登場人物の一人、レスターがニコに関して手短に触れ、「東欧の男」がリバティーシティにいたが音沙汰がないと語った。
『GTAオンライン』では、オンラインキャラクターの作成時に父親としてニコを選択できる。

## 評価
ニコの人物像はゲーマーや評論家から好評を博しており、Game Informerの読者投票で2000年代のトップキャラクターの第14位に選ばれた。
2008年にThe Ageは「そのような感情領域を私達に供給したコンピュータゲーム史上でも数少ないキャラクターだ。ニコの物語は、クライマックスまでに疲れを感じたり何も感じなくなっていたりしてさえも許されるジェットコースターに乗っているかのようだ」として、ニコを史上2番目に優れたXboxキャラクターとして位置づけた。
IGNのヒラリー・ゴールドスタインは「ニコと彼自身の非情な性質との闘争は決してゲームプレイを阻害するものではなかったが、その代わりに輝かしいストーリー展開の感情的重量を高めた。行動が不条理になればなるほど我々はニコ・ベリックの非常にリアルな哀愁をより大きく感じる」とコメントした。
ユーロゲーマーのトム・ブラムウェルは「ニコは同情的である。彼の道徳的自由は悲惨な戦争中の話に根ざしているが、心暖かく堂々としていた」との考えを述べた。
GameDailyは「粗野な見かけの下に思いやりの心を持っている」と述べ、コンピュータゲームのアンチヒーロートップ25にランクインした。別の記事ではコンピュータゲームの典型例トップ25の一つとして「恐ろしい外国人(scary foreigner)」を掲載し、ニコの容姿が「欧州のチンピラ」「歩くステレオタイプ」であるとして彼をその例として用いた。

## 関連リンク
- グランド・セフト・オートIVの登場人物